# HintHunt
HintHunt est une attraction touristique de type jeu d'évasion grandeur nature. Elle est la première enseigne de ce type en Europe de l'Ouest ,,

## Historique
HintHunt est fondé en 2012 par 2 hongrois, Atti et Csaba. Alors que le concept était encore à ses prémices en Hongrie, ils importent ce type de jeu à Londres près de la Gare de Saint-Pancras.
Le jeu ouvre une 2de, une 3e salle en 2013. La même année, l’activité recueille des avis favorables sur le site internet d’avis en ligne Tripadvisor, et devient l'activité la mieux notée sur ce site,. 
Cette même année, la franchise ouvre alors de nouveaux locaux à Paris et au Cap, puis en 2014 à Moscou et Dubai.
L'enseigne développe de nouveaux jeux tels que le Sous-marin en 2015   et le Secret du Pirate en 2018 
En 2020, l'enseigne possède des emplacements dans plus d'une dizaine de pays différents .

## Description
HintHunt possède quatre énigmes en France : le bureau de JM, le Secret du Pirate, Dracula  et l'Expérience Interdite 
Le Secret du Pirate est régulièrement considérée comme l'une des meilleurs salles du genre en France,,